# Winona (Arizona)
Winona ist ein gemeindefreies Gebiet im US-Bundesstaat Arizona. Es liegt an der ehemaligen Route 66, etwa 19 Kilometer östlich von Flagstaff.

## Geschichte
Der kleine Ort wurde durch den Song Get Your Kicks on Route 66 weltbekannt, der im Januar 1946 von Bobby Troup komponiert wurde. Das eigentlich unbedeutende Winona wurde in das Lied aufgenommen, weil Troup einen Reim auf „Arizona“ benötigte.
So entstand die berühmt gewordene Zeile „Don´t forget Winona!“ (Vergiss Winona nicht) Der Song wurde im Laufe der Jahre immer wieder von zahlreichen Interpreten neu aufgenommen und sorgte so tatsächlich dafür, dass Winona nicht vergessen wurde. 2006 nahm ihn John Mayer als Soundtrack zu dem Film Cars auf.
Winona gehörte früher zu Walnut Creek, bis in die 1950er Jahre, als es Teil von Flagstaff wurde. Der Walnut Creek („Walnussbach“) verläuft durch Winona. Er ist nur noch ein trockenes Flussbett, seit ein Damm im Walnut Canyon gebaut wurde, um Flagstaff mit einem Wasserreservoir zu versorgen. Nahe dem Ort verläuft der Canyon Diablo über den die Interstate 40 als Nachfolger der Route 66 führt.